# گابریل آماتو
گابریل آماتو (انگلیسی: Gabriel Amato؛ زادهٔ ۲۲ اکتبر ۱۹۷۰) بازیکن فوتبال اهل آرژانتین است. 
از باشگاه‌هایی که در آن بازی کرده‌است می‌توان به باشگاه فوتبال گرمیو، باشگاه فوتبال رئال مایورکا، باشگاه فوتبال لوانته، باشگاه فوتبال بوکا جونیورز، باشگاه فوتبال رئال بتیس، باشگاه فوتبال اتلتیکو هوراکان، باشگاه فوتبال آلباسته بالومپیه، باشگاه فوتبال ریور پلاته، باشگاه اتلتیکو ایندپندینته، باشگاه فوتبال جیمناسیا لاپلاتا، باشگاه فوتبال رنجرز، باشگاه فوتبال بانفیلد، و باشگاه فوتبال هرکولس اشاره کرد.